# Nephoneura costalis
Nephoneura costalis is een insect uit de familie van de vlinderhaften (Ascalaphidae), die tot de orde netvleugeligen (Neuroptera) behoort. 
Nephoneura costalis is voor het eerst wetenschappelijk beschreven door Van der Weele in 1909.